# Francesco Chieregati
Francesco Chieregati (1479, Vicenza – 6 de desembre de 1539, Bolonya) va ser un bisbe i nunci papal.

## Vida i carrera
Enviat pel papa Lleó X com a nunci papal a Anglaterra (1515-17), també va ocupar un càrrec similar a Portugal i Espanya (1519), familiaritzant-se amb el cardenal Adrian Florent, bisbe de Tortosa, el preceptor holandès de Carles V, i posteriorment, papa amb el nom d'Adrià VI.

### Dieta de Nuremberg, Guerra contra turcs, expedició de Magallanes
Un dels primers actes del papa Adrià, després de la seva entrada a Roma, va fer que Chieregati, l'aprenentatge i la virtut del qual el papa estimava, es convertís en bisbe de Teramo al Regne de Nàpols; després el va enviar a la Dieta de Nuremberg, convocat per a la tardor de 1522. Se li va encarregar obtenir als prínceps alemanys una consecució més enèrgica de la guerra contra els turcs a Hongria, també una supressió més vigorosa del luteranisme i l'execució de l'Edicte de Worms (26 de maig de 1521) contra Martí Luter. En dos discursos (19 de novembre i 10 de desembre) va instar els prínceps a cooperar per l'expulsió dels turcs de la cristiana Hongria; en aquesta darrera data també va exigir la immediata execució de l'Edicte de Worms, on Luter havia estat sotmès a la prohibició imperial, de la que fins llavors havia escapat dota la protecció de Frederic III de Saxònia i altres prínceps amics. Finalment, el 3 de gener de 1523, Chieregati va llegir públicament dos documents importants, enviats des de Roma. Eren un breu (emès el passat 25 de novembre) als membres de la Dieta i una instrucció per al mateix Chieregati. El primer contenia una crida a la pietat catòlica, a les tradicions religioses i a la magnanimitat dels representants del poble alemany, i va demanar a la Dieta que sofoqués la sedició religiosa i forcés la submissió de Luter i els seus seguidors.
Les instruccions personals, publicades probablement en la mateixa data, i llegides a la Dieta per Chieregati, són un dels documents més importants per a la història primerenca de la Reforma Protestant. En elles el Papa Adrià confessa que els pecats dels eclesiàstics eren la causa principal de les tribulacions de l'Església, i que a la Cúria pontifícia, tant cap i membres, papes i prelats, havia estat culpable d'abusos. La resposta de la Dieta va ser desalentadora; els prínceps i representants van evitar una resposta a les peticions del papa, van proposar la celebració d'un concili general en alguna ciutat alemanya i es van renovar en les queixes antipapals anteriors dels alemanys, el famós Centum gravamina teutonicae nationis; Pastor afegeix que el fracàs de Chieregati va ser en gran manera a causa dels grans prelats alemanys que de cap manera estaven disposats a repetir la confessió del papa. Aquest últim ha estat acusat sovint de la seva franquesa, però Pastor el defensa i diu que les seves admissions eren necessàries.
Chieregati va ser patró d'Antonio Pigafetta, que va acompanyar l'expedició de Fernão de Magalhães. Pigafetta va enviar el seu diari de l'expedició i el viatge per tot el món es va completar amb el seu únic vaixell supervivent, la Victòria, a Chieregati mentre estava a la Dieta. Chieregati el va posar a disposició dels assistents a la Dieta. Un relat de l'expedició, amb un globus que il·lustrava el viatge, també va ser enviat per l'emperador Carles V al seu germà l'arxiduc Ferran d'Àustria, que presidia la Dieta.
La narració probablement va ser derrocada per Maximilianus Transilvanus, i el globus una còpia de la que va fer ell. Es va mostrar el globus als assistents. Chieregati, després d'haver examinat el globus terraqüi, va descriure l'itinerari de Victoria al seu patró, Isabel d'Este Gonzaga, Marchesa of Mantua. Chieregati també va enviar la narració de Transylvanus a Francesco Minizio Calvo a Roma, que havia publicat el novembre de 1523.